# Слешиньски, Войцех
Войцех Слешиньски — (род. 12 февраля 1970, Белосток  ) — польский историк и политолог, профессор, доктор исторических наук, в 2012—2016 годах декан факультета истории и социологии в Белостокском государственном университете, в 2016—2020 годах проректор по учебно-методической работе в Университете в Белостоке . С 2017 года директор Музея памяти Сибири .

## Биография
В 1996 году окончил исторический факультет Варшавского университета с филиалом в Белостоке. В 2001 году на факультете истории и социологии Университета в Белостоке защитил диссертацию: Пропаганда и идеологическая обработка советской власти в Белостокском крае в 1939–1941 гг ., доктор исторических наук, специализация:современная история. В 2008 году в Институте политических исследований Польской академии наук на основе своих академических достижений и диссертации  "Внутренняя безопасность в политике Польского государства на северо-восточных территориях Второй Речи Посполитой", получил ученое звание хабилитированного доктора в области политических наук. Решением Президента Республики Польша Анджея Дуды от 5 февраля 2019 года Войцеху Слешиньскому было присвоено звание профессора  .
С 1997 года работает преподавателем в Университете. Заместитель заведующего кафедры истории с 2005–2008 гг., заведующий кафедрой истории и политических наук в Белостокском государственном университете с 2008–2012 гг.. В 2008 году назначен заведующим кафедрой политических отношений. В 2012–2016 годах декан факультета истории и социологии Университета в Белостоке, а в 2016–2020 годах – проректор по учебно-методической работе. С 2019 года является заведующим кафедрой востоковедения Университета в Белостоке  .
С января 2017 года — директор Музея памяти Сибири, по адресу ул. Веглова 1, Белосток.
Награжден Серебряным (2016 г.)  и бронзовым (2009 г.)  Крестом Заслуги .

## Избранные публикации
- Сибирский Белосток, Белосток: Музей памяти Сибири, 2020.
- Жизнь на окраинах: восточные воеводства Второй Речи Посполитой (1919-1939), Белосток: Музей памяти Сибири, 2020.
- Они пришли с Востока: советская оккупация восточных территорий Второй Польской Республики (1939-1941), Белосток: Музей памяти Сибири, 2019.
- История на службе у политики. Политические изменения и построение исторических сообщений в Беларуси в ХХ и XXI веках , Белосток: Издательство Университета в Белостоке, 2018.
- Первый советский трудовой лагерь: Соловецкие острова (1920-1939 гг.), Белосток:Музей памяти Сибири, 2017.
- Белосток – прогулка сквозь века. Исторический путеводитель / Белосток - прогулка во времени. Исторический путеводитель , Белосток: Ассоциация образования и диалога «Fontis et Futura», 2014.
- Пограничные воеводства Второй Речи Посполитой. Полесское воеводство, Краков: Авалон, 2014 .
- Восточные окраины или Западная Беларусь. История, современность, память , Ломянки: Издательство ЛТВ, 2013.
- Мир пограничья. Социально-политические отношения на польско-литовско-белорусской границе в XX-XX вв. , Белосток: Институт истории Университета в Белостоке, издательство Примат Мариуш Сливовски, 2009.
- Институт истории Университета в Белостоке. История, международные отношения , Белосток: Изд-во Университета в Белостоке, 2009.
- Внутренняя безопасность в политике Польского государства на северо-восточных территориях Второй Польской Республики, Варшава: Институт политических исследований Польской академии наук, 2007.
- Роль образования и школьного просвещения в процессе формирования национального самосознания на польско-литовском пограничье, Белосток: Примат Мариуш Сливовски, 2007.
- Освобождение или оккупация? Отношение общин, проживающих на польско-литовско-белорусской границе, к меняющимся государственным устройствам в XX веке , Белосток: Издательство Примат Мариуш Сливовски, 2006.
- Борьба государственных учреждений против белорусского саботажа 1920–1925 гг ., Белосток: Польское историческое общество, Издательство "Примат", 2005.
- Антиеврейские выступления в Бресте-на-Буге, 13 мая 1937 г., Белосток: "Примат", 2004.
- Концлагерь в Берёзе-Картузской 1934–1939 гг ., Белосток: Институт истории Университета в Белостоке: «Бенковски», 2003 г.
- Очерки к истории Белостока, Белосток: ПТН. О., 2003.
- Штетл - общее наследие: очерки истории еврейского народа Центрально-Восточной Европы, Белосток: Институт истории Университета в Белостоке 2003.
- Советская оккупация в Белостокской области в 1939–1941 гг. Пропаганда и идеологическая обработка , Белосток: «Бенковски», 2001.
- Белосток в советской пропагандистской фотографии 1939–1941 гг ., Белосток: БТН, 2000.